# Liwistona

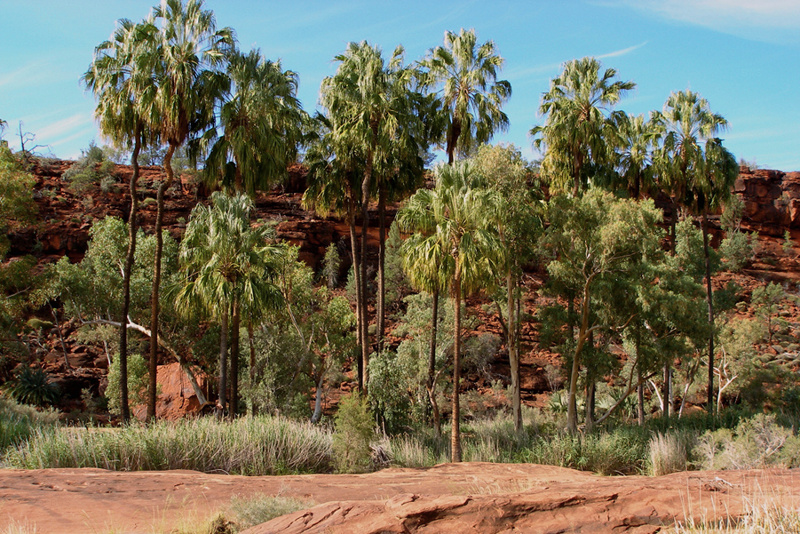
Livistona mariae

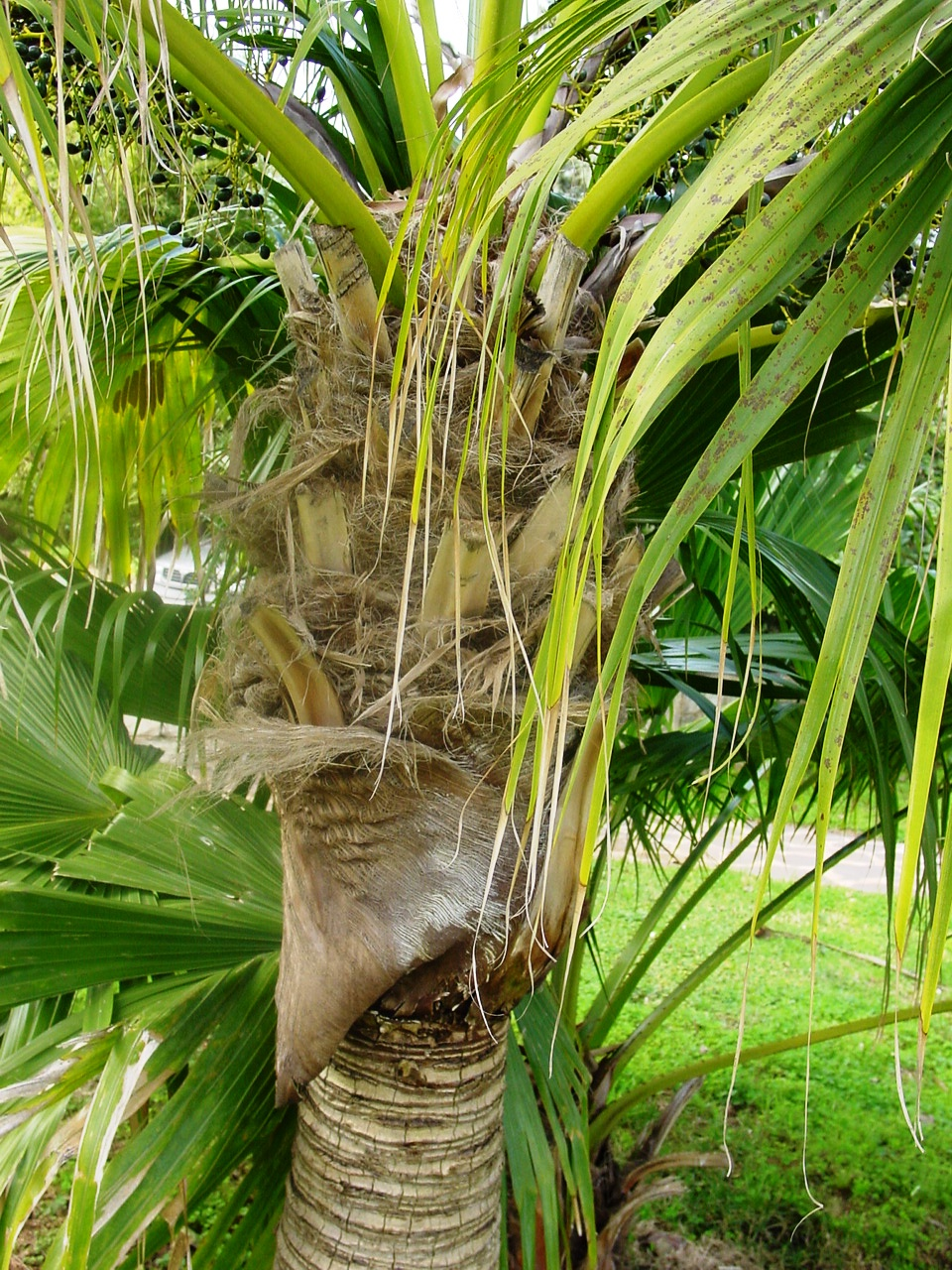
Liwistona chińska z matami włókien stanowiącymi pozostałość pochew liściowych

Liwistona (Livistona R. Br.) – rodzaj roślin z rodziny arekowatych, czyli palm (Arecaceae). Obejmuje w zależności od ujęcia systematycznego ok. 28, 30 do 33 gatunków. Kilka gatunków dawniej tu zaliczanych, w tym liwistona okrągłolistna, wyłączonych zostało w 2011 roku w osobny rodzaj Saribus. Rośliny te występują w północno-wschodniej Afryce, w południowo-zachodniej i południowo-wschodniej Azji, sięgając na północy po wyspy Riukiu, rosną też w Australii i na wyspach Oceanii. Dużym zróżnicowaniem gatunkowym cechuje się Australia (zwłaszcza jej północno-wschodnia część), gdzie rośnie 15 gatunków, w tym 13 endemitów.
Gatunki z tego rodzaju rosną głównie w lasach, w tym górskich, co nie jest częste wśród palm. Niektóre gatunki występują na pustyniach i w takich miejscach cechują się bardzo głęboko sięgającym systemem korzeniowym.
Liczne gatunki uprawiane są jako rośliny ozdobne, a ich pąki są jadalne (stąd zwane są „kapuścianymi palmami” – cabbage palm, zwłaszcza liwistona australijska). W klimacie umiarkowanym rosną jako rośliny doniczkowe (zwykle liwistona chińska i australijska). Pnie używane są do budowania konstrukcji. Podejrzewa się, że ich włókniste nasady pochew liściowych, z przemiennie ułożonych włókien, mogły zainspirować ludzi do tkania włókien w tkaniny.
Nazwa naukowa nadana została przez Roberta Browna na cześć Patricka Murraya, barona Livingston, założyciela ogrodu, którego kolekcja roślin posłużyła do założenia Królewskiego Ogrodu Botanicznego w Edynburgu (w nazwie utrwalona została literówka, którą Brown popełnił w dedykacji: …in memoriam viri nobilis Patricii Murray Baronis de Livistone).

## Morfologia
PokrójPalmy osiągające zarówno niewielkie rozmiary, jak i okazałe. Mają pojedynczą kłodzinę, smukłą do tęgiej (przekraczającej czasem 20 cm średnicy). Zwykle kłodzina jest szorstka – okryta trwałymi nasadami liści, rzadziej oczyszcza się od nasady i jest wygładzona, jedynie z bliznami liściowymi.
LiścieZebrane zwykle na szczycie pędu w gęstą koronę w liczbie od 10 do 60. Często z martwymi liśćmi długo zwisającymi poniżej korony. Liście okazałe, wachlarzowate – dłoniastozłożone. Ogonek liściowy nieuzbrojony lub z ząbkami na krawędziach (zwłaszcza u młodszych roślin), z języczkiem liściowym położonym bocznie. Trwałe zwykle pochwy liściowe są mocno włókniste, zachowują się jako maty splecionych przemiennie włókien. Blaszka liściowa złożona pojedynczo, rzadziej kilkukrotnie, co najmniej do połowy długości, a często i do nasady. W przypadku liści silniej podzielonych ich cienkie końce często zwisają. U nasady blaszki i na końcu ogonka znajduje się zwykle wyrostek zwany hastulą.
KwiatyZebrane w kwiatostany, często silnie rozgałęzione (do odgałęzień 5-go rzędu), rzadziej tylko pojedynczo na trzy odgałęzienia, zwykle pokryte na całej długości pochwiastymi przysadkami, w kątach których wyrastają kwiaty pojedynczo lub grupami. Okwiat z listkami w dwóch okółkach. Trzy zewnętrzne listki tworzą rurkę, trzy wewnętrzne są wywinięte. Kwiaty zwykle są obupłciowe, rzadziej funkcjonalnie jednopłciowe. Pręcików jest 6, ich nitki są u nasad zrośnięte w mięsisty pierścień otaczający zalążnię rozwijającą się z trzech owocolistków.
OwocePestkowce, kuliste do jajowatych lub gruszkowate, różnie zabarwione (purpurowoczarne, niebieskoczarne, niebieskie, brązowe, pomarańczowe i czerwone), krótkoszypułkowe i jednonasienne. Nasiono elipsoidalne.

## Systematyka
Rodzaj w obrębie arekowatych Arecaceae klasyfikowany jest do podplemienia Livistoninae Saakov (1954) z plemienia Corypheae Mart (1837) i podrodziny Coryphoideae Griff. (1844). W innych ujęciach plemię Corypheae bywa wąsko definiowane jako monotypowe i Livistona włączana jest do plemienia Trachycarpeae.
Wykaz gatunków
- Livistona alfredii F.Muell.
- Livistona australis (R.Br.) Mart. – liwistona australijska
- Livistona benthamii F.M.Bailey
- Livistona boninensis (Becc.) Nakai
- Livistona carinensis (Chiov.) J.Dransf. & N.W.Uhl
- Livistona chinensis (Jacq.) R.Br. ex Mart. – liwistona chińska
- Livistona concinna Dowe & Barfod
- Livistona decora (W.Bull) Dowe
- Livistona drudei F.Muell. ex Drude
- Livistona eastonii C.A.Gardner
- Livistona endauensis J.Dransf. & K.M.Wong
- Livistona exigua J.Dransf.
- Livistona fulva Rodd
- Livistona halongensis T.H.Nguyên & Kiew
- Livistona humilis R.Br.
- Livistona inermis R.Br.
- Livistona jenkinsiana Griff.
- Livistona lanuginosa Rodd
- Livistona lorophylla Becc.
- Livistona mariae F.Muell.
- Livistona muelleri F.M.Bailey
- Livistona nasmophila Dowe & D.L.Jones
- Livistona nitida Rodd
- Livistona rigida Becc.
- Livistona saribus (Lour.) Merr. ex A.Chev.
- Livistona speciosa Kurz
- Livistona tahanensis Becc.
- Livistona victoriae Rodd